# Palacio de Krishnapuram
El palacio de Krishnapuram fue un antiguo palacio real, y hoy museo, situado en Kayamkulam cerca de Alappuzha en el distrito de Alappuzha, Kerala en el suroeste de la India. Fue construido en el siglo XVIII por Anizham Thirunal Marthanda Varma (1729-1758), del reino de Travancore. Está construido en el estilo arquitectónico de Kerala con tejado a dos aguas, pasillo estrecho y ventanas abuhardilladas, cerca del templo Krishnaswamy en Krishnapuram.
El palacio es gestionado por el Departamento de Arqueología del Estado de Kerala y contiene exposiciones que pertenecieron al palacio y a su antiguo ocupante, el maharajá de Travancore Marthanda Varma. También es famoso por un gran estanque, del que se dice que desde su fondo arrancaba un pasaje subterráneo como posible vía de escape de los enemigos.
Entre las numerosas pinturas de estilo Kerala que se ven en el palacio, destaca una pintura mural titulada Gajendra Moksham de 14,3 m² de superficie, que se dice que es el mayor hallazgo de este tipo en Kerala. Está situado en el extremo occidental de la planta baja del palacio.
La Kayamkulam Vaal de doble filo (espada) también se exhibe aquí. El palacio alberga, en su patio, una de las cuatro estatuas de Buddha encontradas en Alappuzha Distrito.

## Geografía
El palacio de Krishnapuram lleva el nombre del templo de Krishnaswamy en Krishnapuram, un pueblo sereno, está situado a unos 2 km al sur de la ciudad de Kayamkulam. Está situado en la cima de una pequeña colina rodeada por un jardín en terrazas con fuentes, estanques y césped. Se encuentra a la izquierda de la carretera nacional 66 (India) entre Ochira y Kayamkulam en el distrito de Alapuzha. Se encuentra a 47 km de Alleppey (distrito de Alappuzha) en el camino hacia Kollam.

## Historia
El palacio fue construido por el Rey Marthanda Varma de Travancore tras derrotar y anexionar a Odanad en la Guerra Odanad-Travancore de 1746. Antes de la construcción del palacio, el rey demolió un palacio anterior en el lugar, que había sido construido por el rey Veera Ravi Varma de Odanad (r. 1700-1775). Inicialmente, se construyó un pequeño palacio de una sola planta, conocido localmente como Ettukettu, de estilo tradicional con un estanque adyacente, un templo y un urappura bajo la dirección del primer ministro Ramayyan Dalawa, que posteriormente fue ampliado por el primer ministro Ayyappan Marthanada Pillai. El complejo del palacio cuenta con muchos otros edificios, que son una combinación de arquitectura keralita y arquitectura occidental. El edificio actual, una estructura de tres pisos dentro del complejo, fue renovado en la década de 1950 por el Departamento Arqueológico de Kerala en estilo moderno conforme a las técnicas científicas prescritas para la protección de los edificios del patrimonio. Como monumento protegido, alberga el Museo Arqueológico y sus oficinas.

## Arquitectura
El palacio de Krishnapuram, como uno de los mejores y más raros ejemplos de una arquitectura típica de Keralite, conocida en el idioma local como Pathinarukettu, se completa con cubiertas a dos aguas, pasillos estrechos y ventanas abuhardilladas. Es una réplica en miniatura del palacio de Padmanabhapuram, que fue la sede de los rajás de Travancore.
El complejo del palacio comprendía originalmente una superficie total de 22,7 ha. Sin embargo, con el paso de los años, al finalizar el gobierno monárquico, el palacio quedó completamente descuidado y cayó en desuso, quedando en ruinas. Muchos de los edificios que rodeaban el palacio principal del maharajá fueron demolidos o destruidos y el complejo del palacio quedó reducido a 1 ha encerrado dentro de un muro compuesto de 10 pies de altura. El palacio principal, que estaba deteriorado, fue reconstruido a su estado original como monumento de tres pisos por el Departamento Arqueológico de Kerala en la década de 1950. Los documentos y artefactos raros que se guardaban en otros lugares fueron traídos de vuelta, restaurados y finalmente expuestos en el palacio que se ha convertido en un Museo.
El palacio, restaurado según sus planos originales, conforme a las normas del Vastu Shastra, tiene 16 bloques o Kettus con cuatro Nadumuttam o zonas abiertas en el centro o patios. Las ventanas, las puertas y los ventiladores se han colocado de forma que se garantice la circulación de aire fresco y la iluminación natural en todas las habitaciones. Hay 22 habitaciones (que se abren a los sombreados patios interiores) con tabiques de madera ornamentales con tallas. Se han previsto aberturas adicionales para evitar cualquier efecto negativo de Murmavedham. (efectos secretos). El edificio está dotado de verandas (pasadizos) en todo su perímetro para proteger los muros exteriores de los daños causados por las lluvias. Los materiales utilizados en su construcción fueron piedras de laterita, escombros, teca, madera de  palo de rosa y de Anglos. El tejado (de tejas rojas a dos aguas) es empinado y está alicatado con tejas de Mangalore, lo que acentúa la belleza de la estructura. Una característica especial de la carpintería adoptada en la construcción del palacio fue la utilización de bisagras y cerraduras de madera para las puertas y ventanas, en lugar de herrajes y accesorios metálicos. El suelo es de madera pulida y también de hormigón recubierto de óxido negro y rojo. Los escalones son de bloques de granito pulido. La belleza estética del palacio se ha visto reforzada por los diseños especiales de las escaleras rectas, curvas y de caracol y los parasoles.
Se creó un pequeño arroyo que fluye cerca de las inmediaciones del sur del palacio y que también funcionaba como ruta de escape secreta en tiempos de emergencia.
Un tanque o estanque subterráneo que se extiende hasta el centro del edificio formaba parte del palacio; proporcionaba un efecto de aire acondicionado de temperatura moderada en todas las habitaciones interiores.
El recinto del palacio tiene muchos Padippuras, especialmente en la entrada principal, que son significadores de estatus.

### Colección
El complejo del palacio, que ahora funciona como museo arqueológico, es un tesoro de pinturas e inscripciones antiguas, monedas, restos megalíticos, artefactos de madera, latón y esculturas de piedra. Algunas de las exposiciones más destacadas del complejo son: el mural de Gajendra Moksham, Kayamkulam Val (espada), la estatua de Buda del siglo X y los utensilios ceremoniales y muchos otros artefactos.

#### Gajendra Moksham

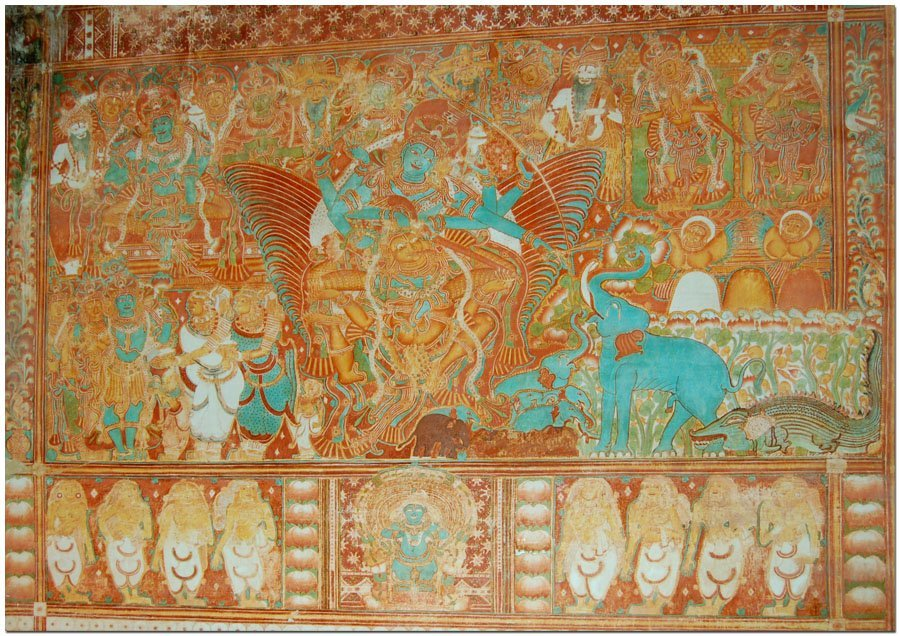
Mural de Gajendra Moksham.

Dentro del palacio se encuentra el museo arqueológico que tiene una exposición del Gajendra Moksham, un 3 m mural de altura, que es la mayor pieza de pintura mural descubierta hasta ahora en Kerala. El significado literal de 'Gajendra Moksham' es la "salvación o  Moksha del rey elefante Gajendra'. El tema del mural es mitológico y representa a un elefante que saluda a Vishnu con devoción mientras los demás dioses, diosas y santos menores lo observan. El Señor Vishnu era la deidad familiar de los reyes de Kayamkulam. Este mural, en una fusión de colores y expresiones, se dispusó en un lugar principal a la entrada del palacio desde el estanque para que los reyes pudieran adorar a la deidad después de sus abluciones diarias.
La leyenda mitológica narrada sobre el Gajendra Moksham (Gajendra significa el rey de los elefantes) está contenida en el Bhagavata Purana sánscrito del siglo X. Según esta leyenda, el rey Pandyan Indradyumna, un devoto de Vishnu, recibió una maldición del sabio Agastya, de renacer como un elefante. Gajendra o el rey Elefante, mientras realizaba un viaje de placer a un lago con sus esposas, fue atrapado por un cocodrilo que se apoderó de su pierna con un firme agarre y así Gajendra estuvo cautivo durante muchos años. Finalmente, el desventurado Gajendra apeló al Señor Vishnu, su deidad elegida, para que lo rescatara. Vishnu hizo acto de presencia poco después, montado en su Vahana (vehículo), el Garuda (una forma celestial, mitad hombre mitad pájaro). Garuda mató al cocodrilo. Toda la secuencia está pintada vívidamente, con colores vegetales, en el mural, con una representación dinámica de Garuda en el centro, a punto de aterrizar con «enormes alas desplegadas y una expresión facial raudra (forma de furia), en marcado contraste con los rasgos compasivos del multibrazo Vishnu». El mural también muestra una figura más pequeña de Gajendra en medio de la trompeta, y del cocodrilo en el lado derecho. El mural representa realmente el estilo de pintura de Kerala en cada espacio disponible en él. Además de los personajes principales de la leyenda, también se representan santos, animales, bestias míticas y plantas del bosque. Los bordes exteriores del mural están decorados con cenefas florales. En la parte inferior, hay un exclusivo "panel en forma de tríptico que representa a Balakrishna, el niño Krishna rodeado de mujeres cariñosas.

#### Kayamkulam Vaal (espada)

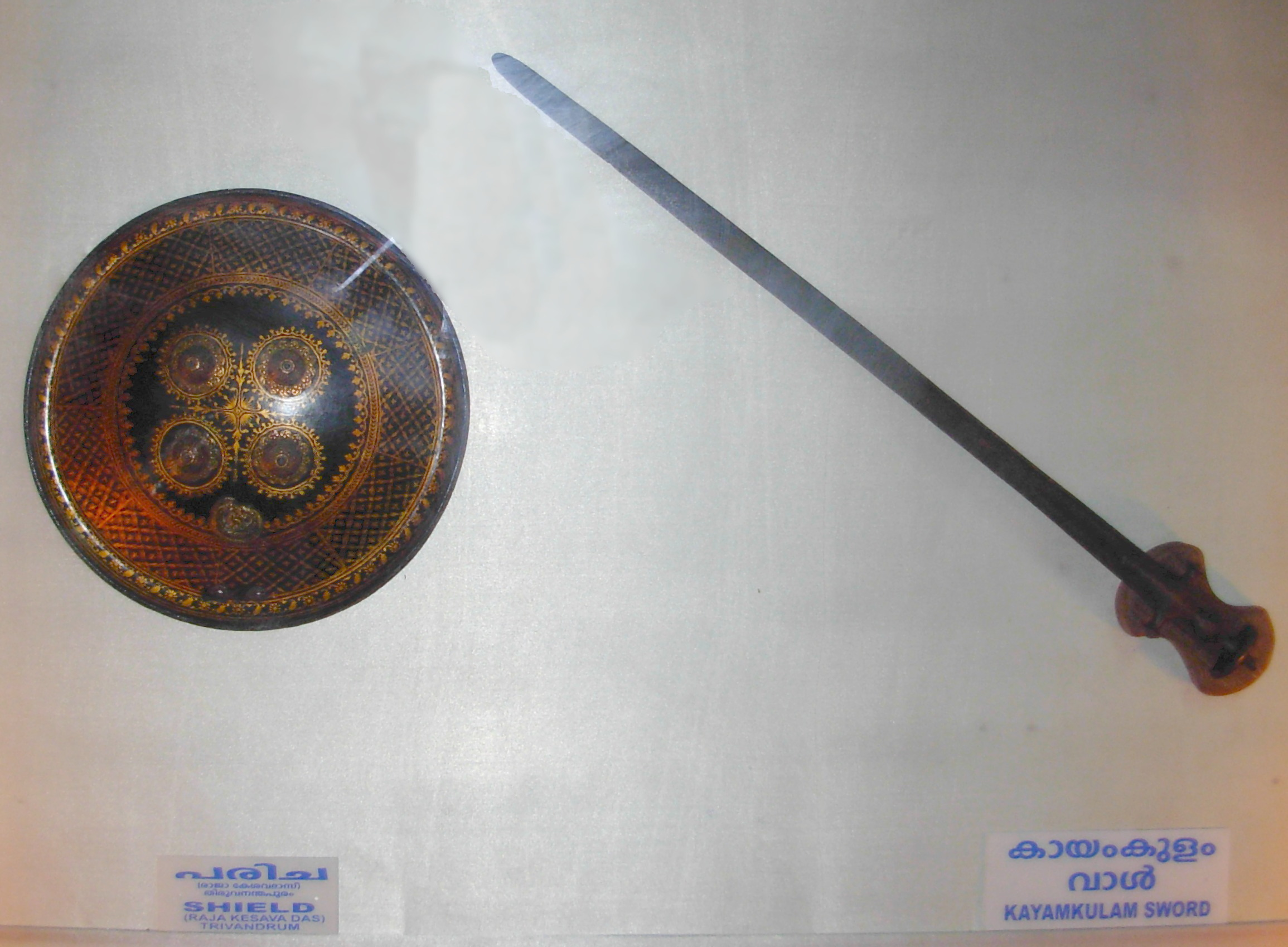
La espada de doble filo - Kayamkulam Val

El Kayamkulam Vaal (vaal significa 'espada') es una importante pieza del museo. El significado de la espada es que sus dos caras están afiladas y, por tanto, es más peligrosa que cualquier otra arma marcial. Se dice que fue utilizada por los rajás de Kayamkulam en el siglo XVIII y, por lo tanto, tenía un atractivo especial para el rey.

#### Buda mandapam (sala)
El mandapam (salón) de Buda es donde se muestra una atractiva estatua de uno de los cuatro antiguos Budas del siglo X, que fueron recuperados en tiempos recientes en estanques y campos del distrito de Alappuzha. El mandapam de Buda (la estatua de Buda instalada aquí es anterior a la construcción del palacio) se encuentra en el jardín finamente ajardinado y cuidado con profusión de plantas de flor (endémicas de Kerala) que rodea el complejo del palacio.
Las cuatro estatuas de Buda encontradas en los últimos años en el distrito de Alappuzha atestiguan la prevalencia del budismo hinayana en Odanadu, en el reino de Maveli de Kerala varios. Las cuatro imágenes de Buda están en postura de meditación con Ushnisha (gorro) y Upavita (prenda superior). Estas imágenes habían sido arrojadas a campos y estanques durante la campaña contra el budismo en Kerala. El ídolo se encontró en un estanque o depósito llamado Puthenkula (Estanque de Buda) en Maruturkulangara en Karunagappalli. Este ídolo, cortado de una sola pieza de roca, se instaló por primera vez en la ciudad de Karunagappalli y, después de muchos años, se reinstaló en el recinto del Palacio Krishnapuram, que ahora es un monumento en el Buddha Mantapam. Este ídolo tiene un casquete adornado con líneas de perlas o diamantes que representa la más alta sabiduría alcanzada por Buda. Los estudiosos han deducido que esta estatua pertenece probablemente al siglo VII o incluso al siglo V.

#### Otras exposiciones

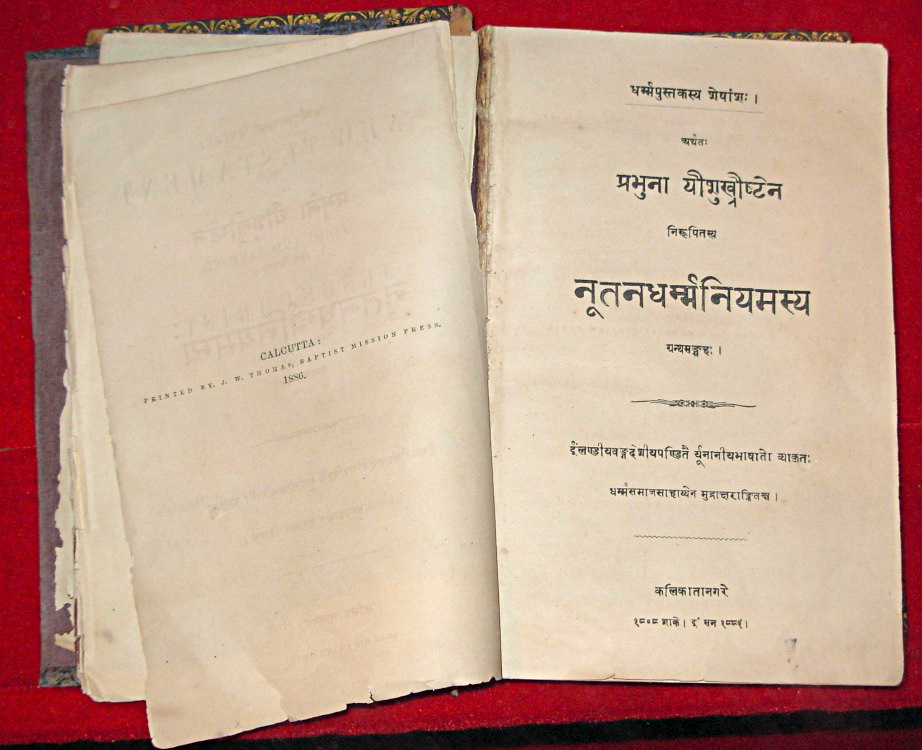
Biblia en lengua sánscrita impresa en Calcuta en 1886, conservada en el museo del Palacio

El museo del Palacio de Krishnapuram también cuenta con una copia de la Biblia en idioma sánscrito impresa en Calcuta (Calcuta) en 1886. También se exponen utensilios ceremoniales en una vitrina, que consiste en lámparas de aceite, finas figuras en miniatura y pequeñas columnas de piedra talladas con deidades serpientes (recogidas de varias casas locales). Algunas de ellas están dispuestas en forma de arco, conocido como prabhu, y se colocan detrás de una deidad del templo para proporcionar un hallow de luz. Fina miniatura Panchaloha (cinco metales de aleación de bronce con oro también como ingrediente) se exponen figuras del Varuna (dios del agua), muchos Vishnus y un minúsculo devoto en modo de adoración.

## Servicio postal

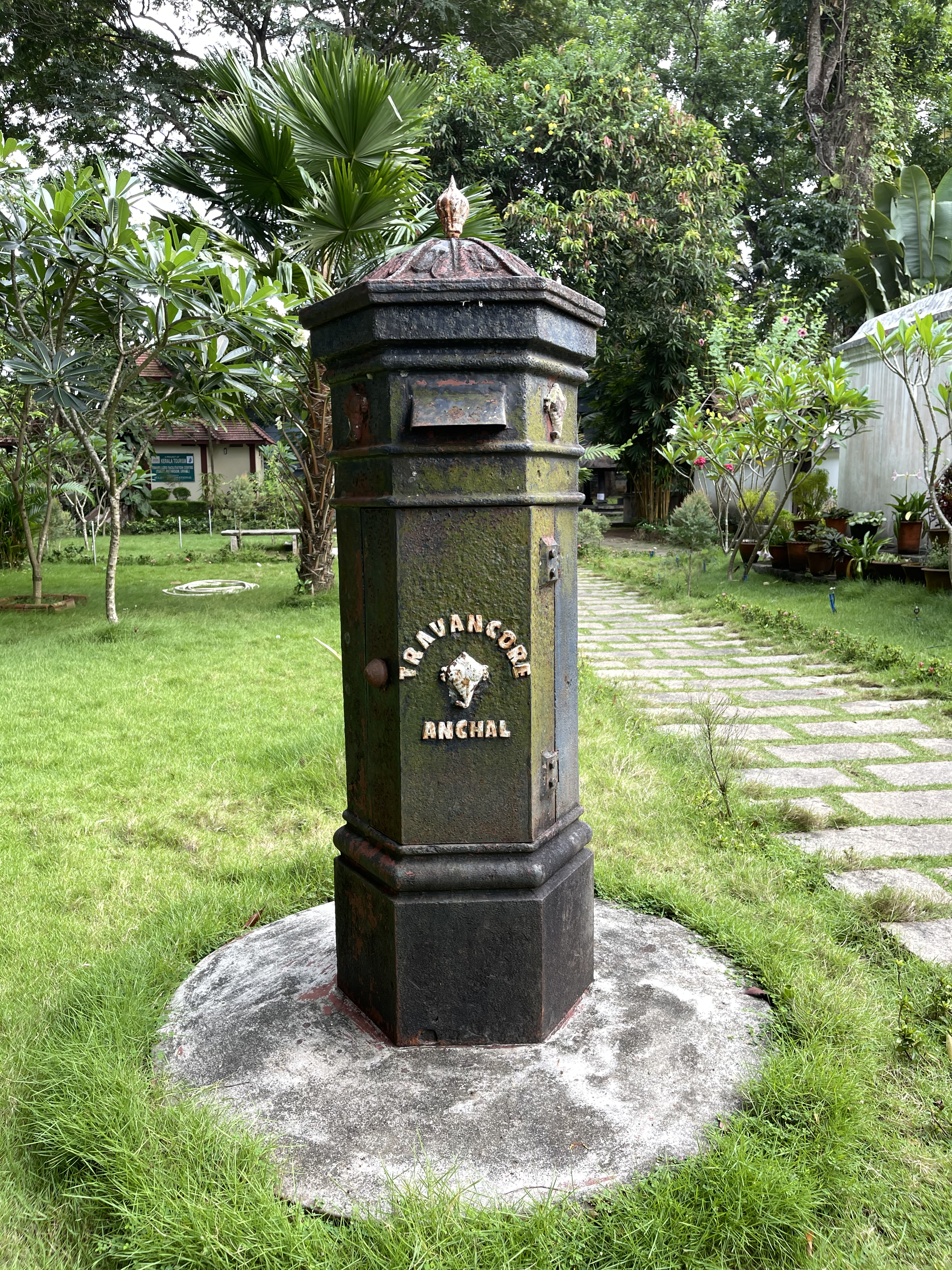
Buzón de correo de Anchal en el Palacio de Krishnapuram

Anchal Post era el servicio postal del Palacio de Krishnapuram. Fue el primer servicio postal iniciado en el reino de Travancore y en Cochin antes de la independencia de la India. Se inició en el Reino de Travancore en 1729 por Anizham thirunal Marthandavarma y más tarde en el reino de Cochin en la década de 1770.

## Galería

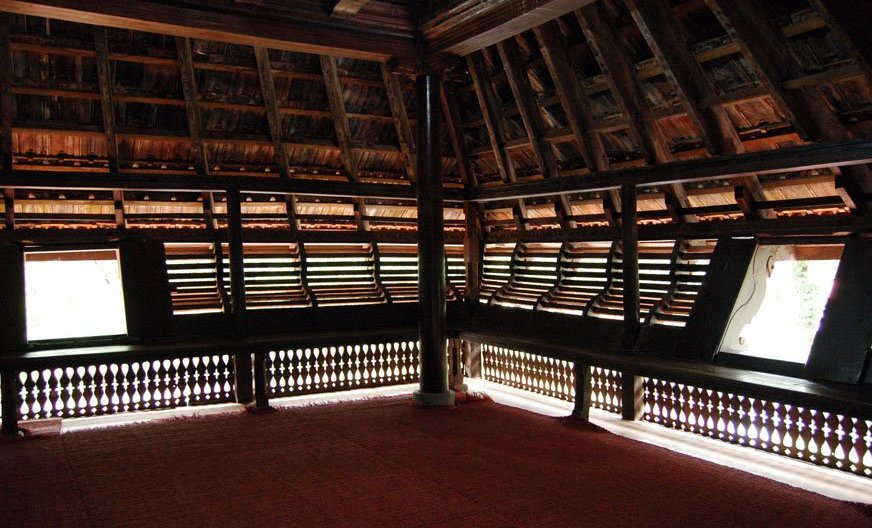
El Durbar Hall en el palacio
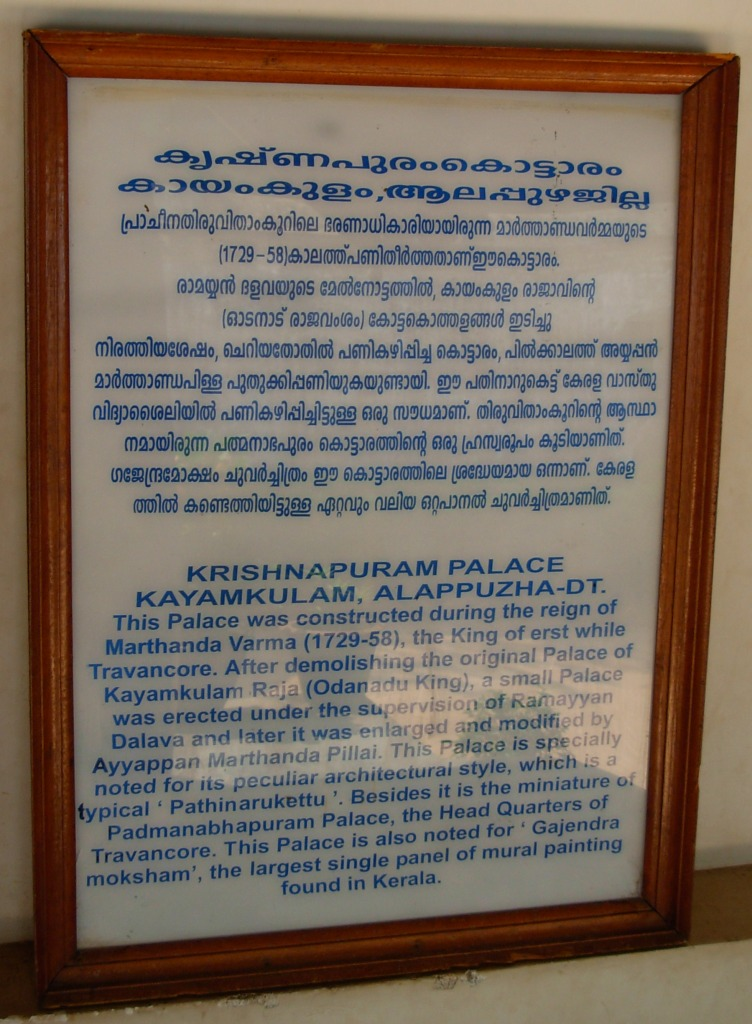
Placa en el complejo del palacio Krishnapuram
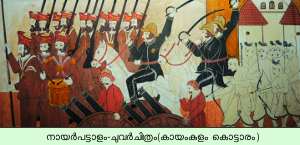
Soldados de Nair con el ejército europeo - Una pintura mural en el Palacio Krishnapuram